# Dicranella fuegiana
Dicranella fuegiana är en bladmossart som beskrevs av Jules Cardot och Brotherus 1923. Dicranella fuegiana ingår i släktet jordmossor, och familjen Dicranaceae. Inga underarter finns listade i Catalogue of Life.